# Xorides insularis
Xorides insularis là một loài tò vò trong họ Ichneumonidae.